# Albert Pérez Baró
Albert Pérez y Barón (Barcelona, 1902 - Ib., 1989) fue un escritor y sindicalista catalán. 

## Biografía
Militó a la CNT y colaboró en los diarios Solidaridad Obrera y El Diluvio. En 1920 fue uno de los fundadores del Partido Comunista de España, pero lo abandonó en 1926 para volver a la CNT. Durante la década de 1930 fue secretario general y responsable de cultura del Ateneo Enciclopédico Popular y activista del Sindicato Mercantil de la CNT.
Durante la guerra civil española fue uno de los miembros de la consejería de economía de la Generalidad de Cataluña y tuvo un papel importante en la aplicación del decreto de colectivizaciones. En 1939 se exilió. Al volver en los años cincuenta fue uno de los adalides de la reactivación de las cooperativas. El 1982 recibió la Cruz de Sant Jordi.
La Biblioteca Popular de Montbau "Albert Pérez Baró" lleva su nombre.
Su fondo personal se encuentra depositado en el CRAI Biblioteca Pavelló de la República de la Universitat de Barcelona. Consta de correspondencia escrita y/o recibida por Albert Pérez Baró, artículos de prensa suyos, documentos diversos, recortes de prensa y escritos sobre colectivizaciones.